# Mogoșa

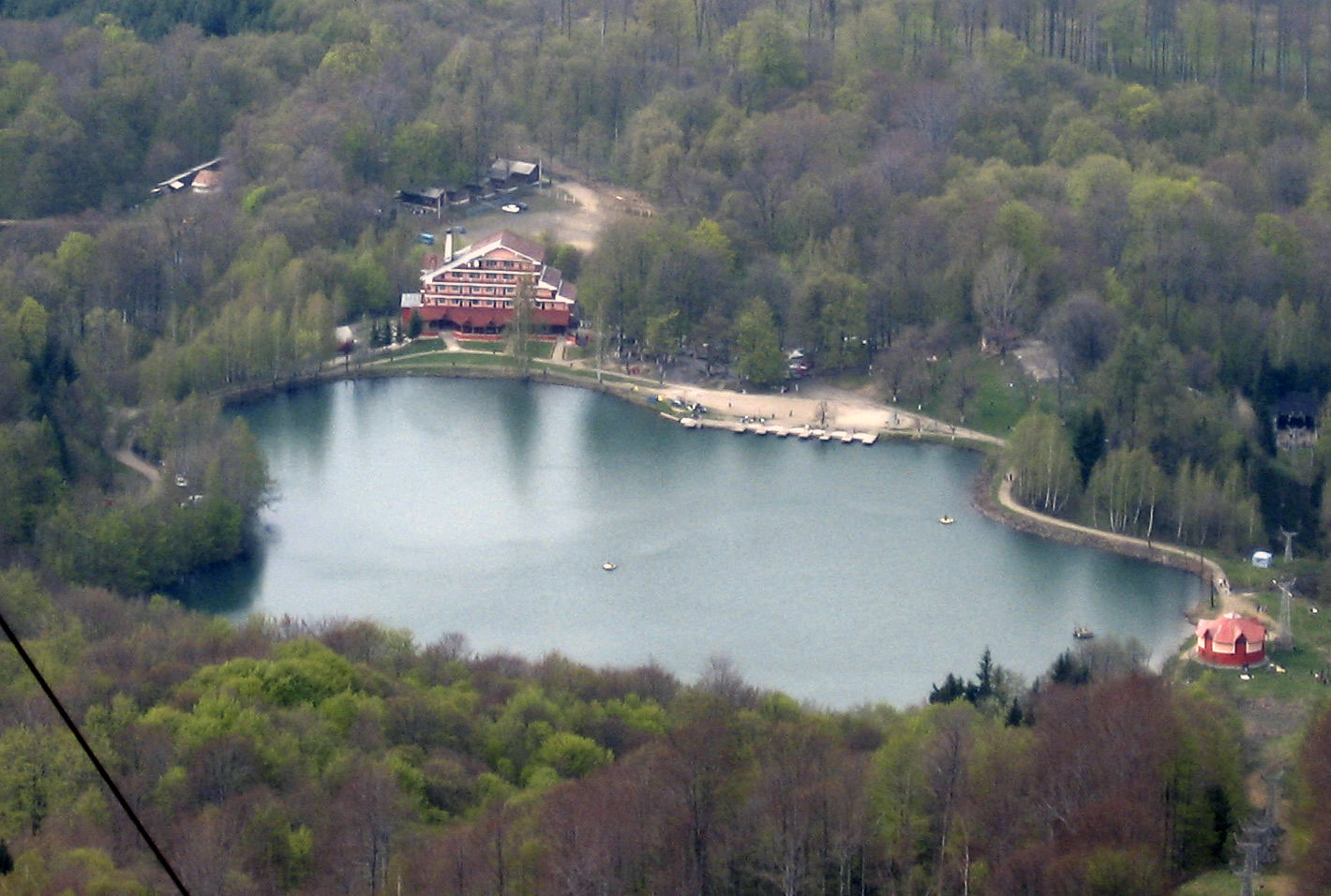
Lacul și Cabana Mogoșa

Mogoșa este o zonă turistică situată în Munții Gutâi, în apropierea orașului Baia Sprie, județ Maramureș, frecventată de turiști tot timpul anului, atât vara, pentru drumeții și înot, cât și iarna, pentru pârtia de schi.

### Vârful Mogoșa
Este un vârf din Munții Gutâi, cu altitudinea de 1246 metri, la poalele căruia se află lacul Mogoșa (sau Bodi) și cabana. Aici se află Releele TV și ale societăților de telefonie mobilă prezente pe teritoriul României.

### Lacul Mogoșa (Bodi)

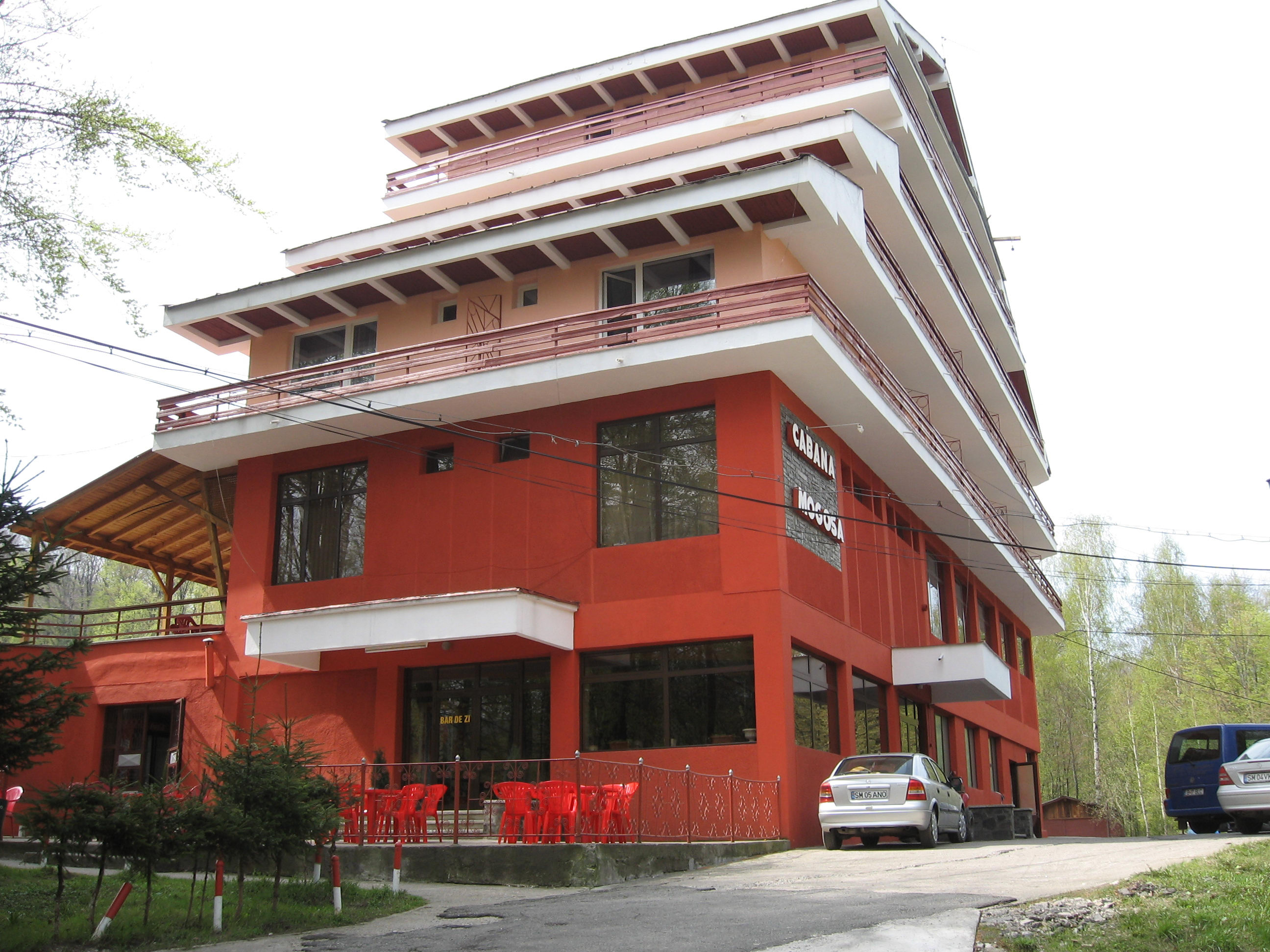
Cabana Mogoșa

Este un lac artificial aflat la poalele Vârfului Mogoșa, la altitudinea de 730 m
Localizare geografică: 47°40′20″N 23°46′22″E / 47.67222°N 23.77278°E
Suprafața: 4 ha.
Stadiul trofic al Lacului Mogoșa este oligo-mezotrof iar starea sa igienico-sanitară este foarte bună. [nefuncțională]

Istoric
Cândva la altitudinea de 731 m, la picioarele muntelui Negru era un lac Bodi cu apă neagră din cauza adâncimii, dar mai mic decât actualul. Era un lac de acumulare construit de întreprinderea minieră Baia Sprie.
Lacul asigura întreaga cantitate de apă necesară pentru buna funcționare a minelor. În a doua parte a secolului XX creșterea producției și lipsa de apă au dus la supraînălțarea barajului.
Baza digului rămânând neschimbată, în scurt timp digul a cedat sub presiunea apelor. Au reconstruit barajul, iar lacul în jurul anilor 1960, deodată cu lacul Ferneziu a ajuns la adâncimea de 7 metri și suprafața de 4 ha.
Lacul situat în peisaj mirific a devenit locul preferat al excursioniștilor, vara se scaldă în lac, iar iarna, datorită apropierii pârtiei de schi ce pornește de sub vârful muntelui Negru, a devenit paradisul schiorilor. În jurul lacului se poate și campa.
Pe lac există hidrobiciclete, bărci, se poate pescui și scălda. Ajung aici și foarte mulți bicicliști. Instalația de telescaun nu mai funcționează de mulți ani. Cu mașina sau pe jos . de pe drumul național Baia Mare - Sighetu Marmației, la kilometrul 15 la dreapta pe drumul forestier, 3 km până la lacul Bodi.

### Cabana Mogoșa
Este o cabană aflată la poalele Vârfului Mogoșa.